# Пожегача
Шљива пoжегача је воћка из фамилије ружа (Rosaceae). Под шљивом се најчешће подразумевају сорте домаће шљиве (Prunus domestica L.), које су многобројне. Већину сорти човек користи у исхрани у виду воћа, за прераду џемова, мармелада, ракије.

## Порекло, распрострањеност и значај
Сматра се да потиче из Азије (Мала Азија, Сирија, Кавказ, Персија, подручје Каспијског језера, Туркменија). У Европу (Грчку) је дошла пре нове ере. Распрострањена је у Европи и Северној Америци. Једна је од водећих сората шљива у свету. У Србији је главна сорта и заузима 38% површине под шљивом. Позната је још под називом мађарка. Пре Првог светског рата шљива је била главни производ Пожеге; воћњаци су морали бити обнављани, јер су стари страдали од штитасте ваши.

## Употреба
Шљиве се код нас углавном прерађују у ракију с обзиром да постоји дуга традиција са једне стране, а са друге је велика заступљеност управо ракијских сорти које нису погодне за било који други вид прераде. Плодови пожегаче су доста ситни и неуједначени те су стога веома погодни за прераду у ракију. Ова сорта шљива даје плодове са веома повољним односом шећера и киселине и ракију шљивовицу врхунског квалитета, веома пријатног укуса и изражене специфичне ароме.

## Особине биљке
Особине су следеће:
- Шљива може бити у форми жбуна или дрвета високог и до 12 метара. Живи 30-50 година.
- Коренов систем је веома плитак и не подноси сушу.
- Стабло шљиве пожегаче када се гаји на свом корену је средње бујно, а ако се као подлога користи џенарика онда буде бујно. Поред џенарике, шљива пожегача се може калемити и на белу шљиву са добрим резултатима. Имају добру носивост грана, једна од лоших особина стабла пожегаче је да нема велику отпорност на ниске температуре и мразеве.
- Листови су крупни, јајастог, објајастог или елиптичног облика, по ободу тупо тестерасти. Лице лиске је тамно зелено и голо, а наличје сивозелено и длакаво.
- Цветни пупољци почињу да се образују од средине јуна до средине јула у години која претходи цветању.
- Цветови су најчешће бели, обично по два у цветном пупољку.
- Рађа на мешовитим родним гранчицама, мајским китицама, дугим и кратким родним гранчицама.
- Круна је густа, пирамидална, одликује се великом носивошћу.
- Плод је сочна коштуница-ситан (17г), неправилно јајаст, модроплаве боје и покривен обилним сивим привлачним пепељком. По дужини плода се пружа плитка бразда. Може дуго да се задржи на грани. Одлично подноси превоз. Има свестрану употребну вредност. Може се користити у свежем стању, за сушење, конзервну индустрију и ракију.
- Мезокарп је златно-жуте боје, чврсто, сочно, слатконакисело, ароматично, одличног квалитета.
- Коштица је сразмерно ситна(650мг) и лако се одваја од меса (цепача)

## Време цветања
Цвета мало касније у односу на друге биљке. Експлозивно. За неколико сати, у току топлих дана, средином априла могу да се отворе сви цветови пожегаче.
Самооплодна је биљка и нема потребе да се у склопу засада саде друге врсте шљива као опрашивачи.
Има дуг вегетациони период.

## Резидба и размножавање
Резидба не сме да буде оштра, јер то може да доведе до значајног смањења приноса. Размножава се изданцима или калемљењем.

## Зрелост
Постоје два степена зрелости плодова шљива, физиолошка и технолошка зрелост. Плодови у физиолошкој зрелости достижу максималну крупноћу,  покожица добија карактеристичну боју, почиње да се образује слој за одвајање између петељке плода и родне гранчице, престаје притицање хранљивих супстанци у плодове, а семенке после стратификовања могу да клијају.Плодови намењени за прераду (сушење, ракија, сок, пекмез, мармелада) остављају се дуже на стаблу, да што боље сазру, односно беру се у технолошкој зрелости. Тада плодови садрже највише шећера и других хранљивих и ароматичних супстанци, па су сочни, миришљави и укусни.

## Ђубрење
У периоду до ступања у пуну родност, пожегача има одређене захтеве према хранивима. Највеће потребе су у калијуму и азоту, а најмање према фосфору и другим елементима. Азотна ђубрива се уносе пред почетак вегетације, а фосфорна и калијумова у јесен или зиму. Оријентације ради у години садње свакој садници треба додати 25-30г по стаблу чистог азота, 5-6 г фосфора i 30-40 г калијума. Друге године ове количине су 100-120 г (N), 20-25 г (P) и 120-160 г (K). Треће године ове количине износе 150-180; 25-30; 180-22. У погледу исхране у фази пуне родности,пожегача као сорта шљива се значајно разликује од осталих врста воћака, јер сем азота, захтева велике количине калијума у земљишту.